# Ancistria concava
Ancistria concava là một loài bọ cánh cứng trong họ Passandridae. Loài này được Burckhardt & Slipinski miêu tả khoa học năm 1995.